# ول کاج شلکوونیکوف
ول کاج شلکوونیکوف (نام علمی: Microtus schelkovnikovi) نام یک گونه از خانواده همسترهای دم‌کوتاه است.